# Inhaca
Die Insel Inhaca (portugiesisch Ilha da Inhaca) ist eine subtropische Insel Mosambiks vor der ostafrikanischen Küste.
Die 42 km² große Insel wird von etwa 6000 Menschen bewohnt und ist etwa 35 Kilometer der mosambikanischen Hauptstadt Maputo vorgelagert und  grenzt im Südosten der Maputo-Bucht (Baía de Maputo, historisch auch Baia de Lagoa, Delagoa Bay) diese vom Indischen Ozean ab. Die unregelmäßige Küstenlinie der Insel nähert sich bei Ponta Torres bis auf 500 m an das Festland an. An dieser Stelle trennt ein Gezeitenstrom die festländische Machangulo-Halbinsel und die Insellandzunge Ponta Torres. Verwaltungsmäßig ist Inhaca ein Gemeindebezirk der mosambikanischen Hauptstadt Maputo, während die Machangulo-Halbinsel Teil des Distrikts Matutuíne der Provinz Maputo ist.
Wirtschaftlich dominiert der Fischfang, Tourismus, auch Tagestourismus, hat Bedeutung. Die Universidade Eduardo Mondlane unterhält eine meeresbiologische Station auf der Insel. Die Insel kann per Fähre von Maputo innerhalb von etwa drei Stunden erreicht werden. Die Insel hat auch einen kleinen Flughafen, der die Reisezeit auf etwa 15 Minuten verkürzen kann.

## Geographie
Die Ausdehnung der Insel erreicht etwa 12 km (N–S) bzw. 7 km (O–W). Der höchste Punkt ist der 104 Meter hohe Monte Inhaca am nordöstlichen Ufer. Die südwestliche Halbinsel endet an der Ponta Punduine, während Ponta Torres im Südosten sich in Nähe des Festlands befindet. Zwei Flachmoore liegen landeinwärts im Norden bzw. im südlichen Nhaquene. Neben der Ortschaft Inhaca am westlichen Ufer gibt es als weitere kleinere Dörfer Inguane, Nhaquene, Ridjeni und Tobia.

## Geschichte
Die Insel wurde nach dem Ronga-König Inhaca (Nhaca), der im 15. Jahrhundert lebte, benannt. Obwohl sie bis 1975 Bestandteil der portugiesischen Kolonie Mosambik war, wurde die Insel Inhaca wegen ihrer Nähe zum Hafen von Maputo durch das Vereinigte Königreich von Großbritannien und Irland von 1823 bis zum durch den französischen Präsidenten Patrice de Mac-Mahon vermittelten Vertrag vom 24. Juli 1875 besetzt. Die britischen Seetruppen sollen – laut portugiesischer Literatur der 1950er-Jahre – die Insel neben anderen rund um Afrika als Basis für ihre Patrouillen genutzt haben, und auch um den Sklavenhandel in der Region zu kontrollieren.

## Flora und Fauna
Das zentrale Areal besteht aus Ackerbauflächen, während im Norden Graslandschaften vorherrschen, flankiert von mit Bartflechten bedeckten Dünenwäldern entlang der östlichen und westlichen Ufer. Wattenmeer umgibt bei niedriger Tide die westlichen und südlichen Ufer. Drei intakte Korallenriffe, allesamt geschützte Meeresreservate, flankieren die westlichen Perimeter der Insel. Mangroven bedecken große Teile der nördlichen Ufer und die südliche Saco-Bucht.
Unter den etwa 160 Steinkorallenarten gibt es ast- und plattenförmige Typen. An Fischen kommen Muränen, Barrakudas, die Dickkopf-Stachelmakrele (Caranx ignobilis) vor, weiterhin Zackenbarsche, Skorpionfische, Falterfische, Kugelfische, Papageifische und Seepferdchen. Walhaie und Mantarochen besuchen die Insel im Sommer, Buckelwale passieren während ihrer Wanderungen die Ufer der Insel. Mehrere Populationen des Indopazifischen Buckeldelfins (Sousa chinensis) und des Großen Tümmlers leben in den Gewässern rund um die Insel. Der Große Tümmler lebt hier saisonal mehr während des Südwinters, während die Buckeldelfine hier heimisch sind, sie leben in flachen Küstengewässern der westlichen und südlichen Küsten und bilden größere Gruppen (11–14 Individuen) als sonst im südlichen Afrika. Tümmler kommen häufig in den Gewässern der nordwestlichen Küste vor, die Größe ihrer Gruppen variiert zwischen Einzeltieren und Paaren bis zu Hunderten von Individuen. Zwei Arten von Meeresschildkröten (darunter Lederschildkröten) besuchen die Ostküste im Sommer zur Eiablage.
Inhaca ist Heimat von über 300 Vogelarten, sowohl heimischer als auch Zugvögel. Arten, deren Erhalt gefährdet ist, sind der Rötelpelikan, die Rüppellseeschwalbe, der Reiherläufer, der Wüstenregenpfeifer, der Mongolenregenpfeifer, der Terekwasserläufer, der Südliche Bandschlangenadler, der Mangrovenliest, die Graurücken-Schwalbe und die Gefleckte Erddrossel. Der südliche Nhaquene-Fluss und die Saco-Bucht sind Hochburgen für Schieferfalken, während Terne in der nördlichen Portugiesischen Insel rasten. Endemische Vogelarten sind Rudds Apalis, Neergaards Nektarvogel und Rosahalsige Twinspots. Glanzkrähen werden hier seit den 1970er Jahren beobachtet.
Der subtropische immergrüne Wald der Insel ist Lebensraum folgender Baumarten: Sideroxylon inerme, Apodytes dimidiata, Euclea schimperi, Manilkara discolor, Dovyalis rhamnoides, Dovyalis tristis, Diospyros natalensis, Clausena anisata, Cassine papillosa, Olea africana, Ficus burtt-davyi, Ficus sansibarica, Ficus capensis, Commiphora neglecta, Commiphora schlechteri, Allophylus melanocarpus, Erythroxylon emarginatum, Vepris undulata, Deinbollia oblongifolia, Scolopia ecklonii, der Portiabaum und Galpinia transvaalica.

## Siedlungen
- Inhaca
- Inguane
- Nhaquene
- Ridjeni
- Tobia

## Bilder

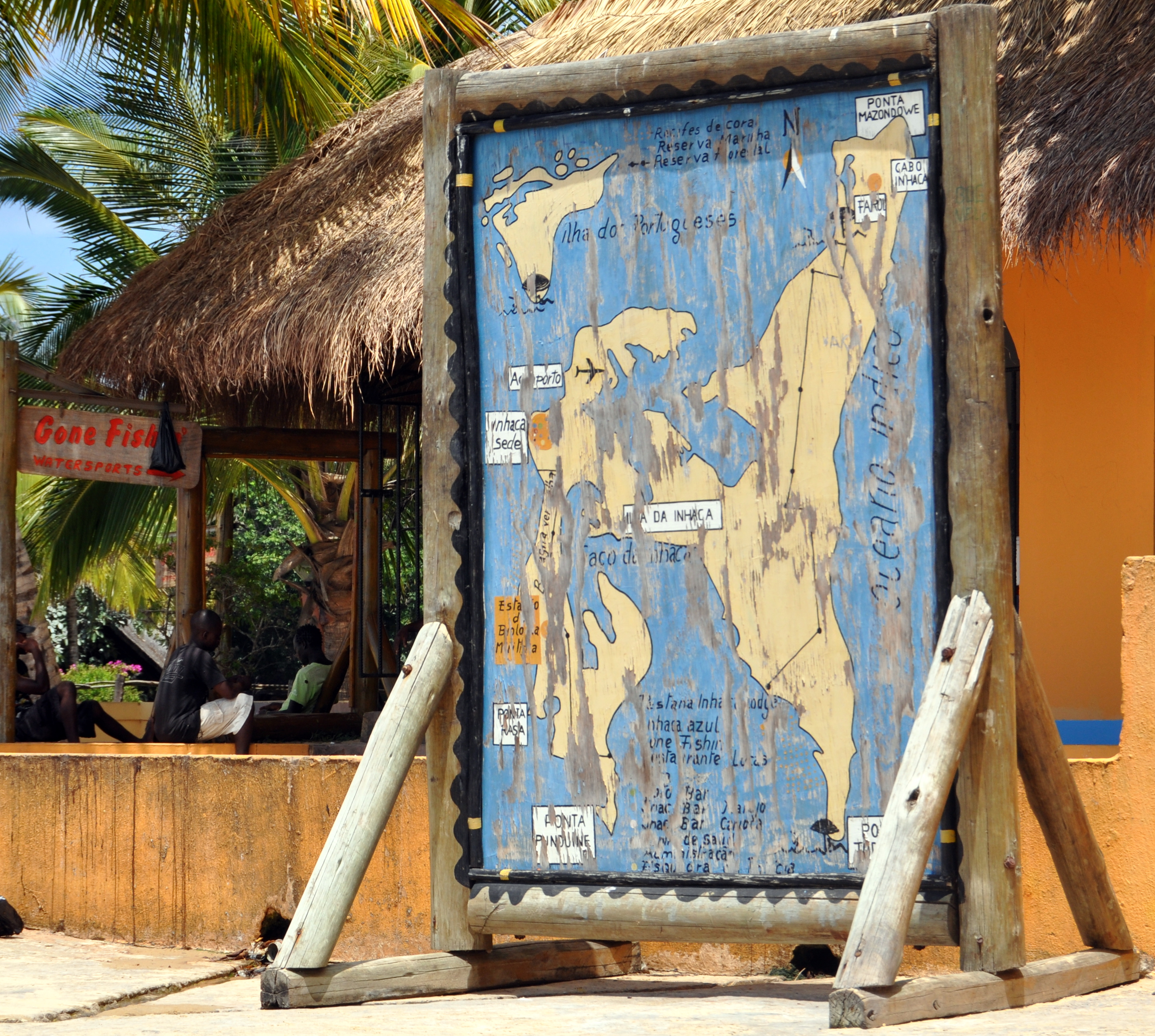
Tafel mit Landkarte
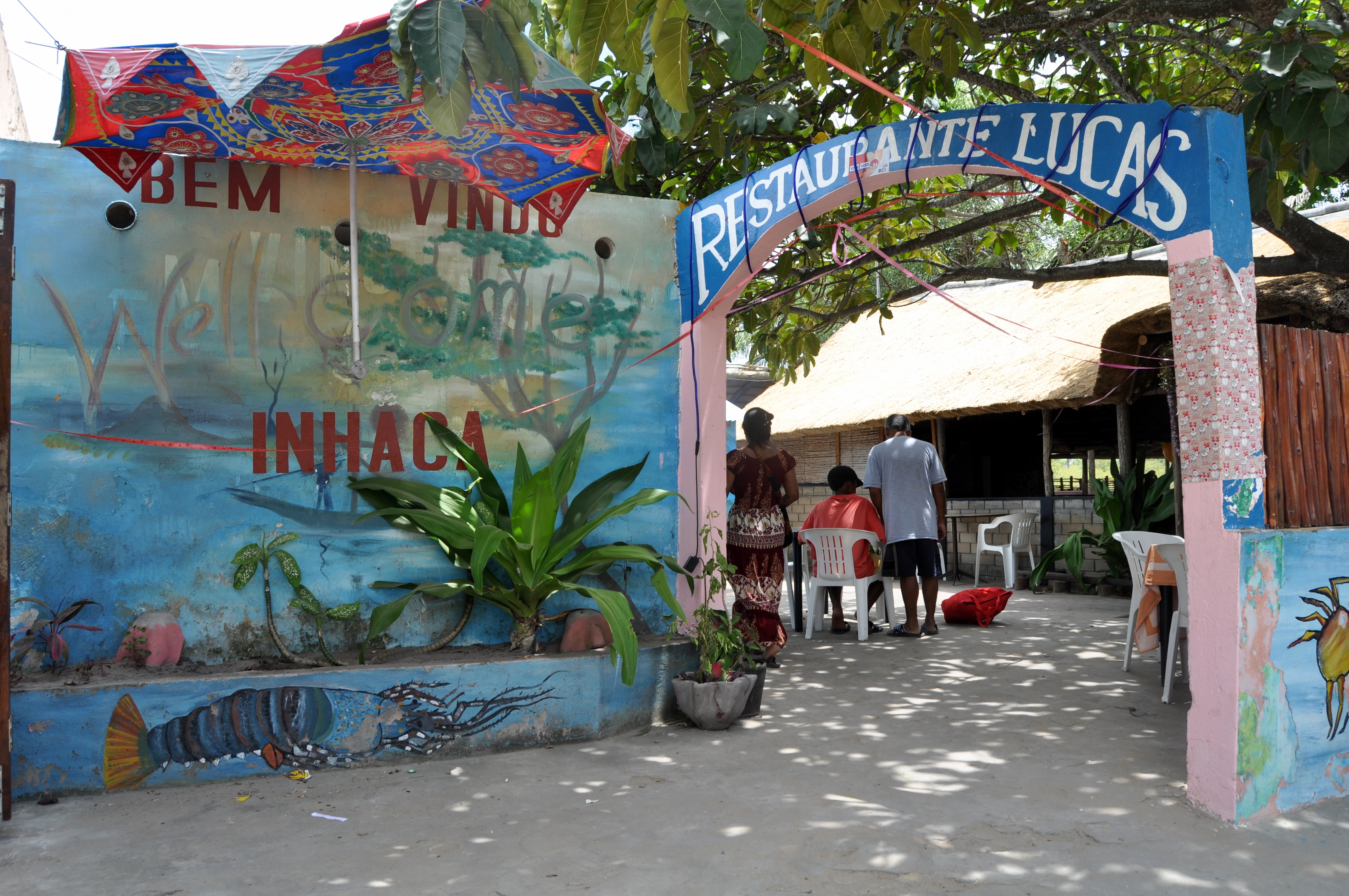
Restaurante Lucas
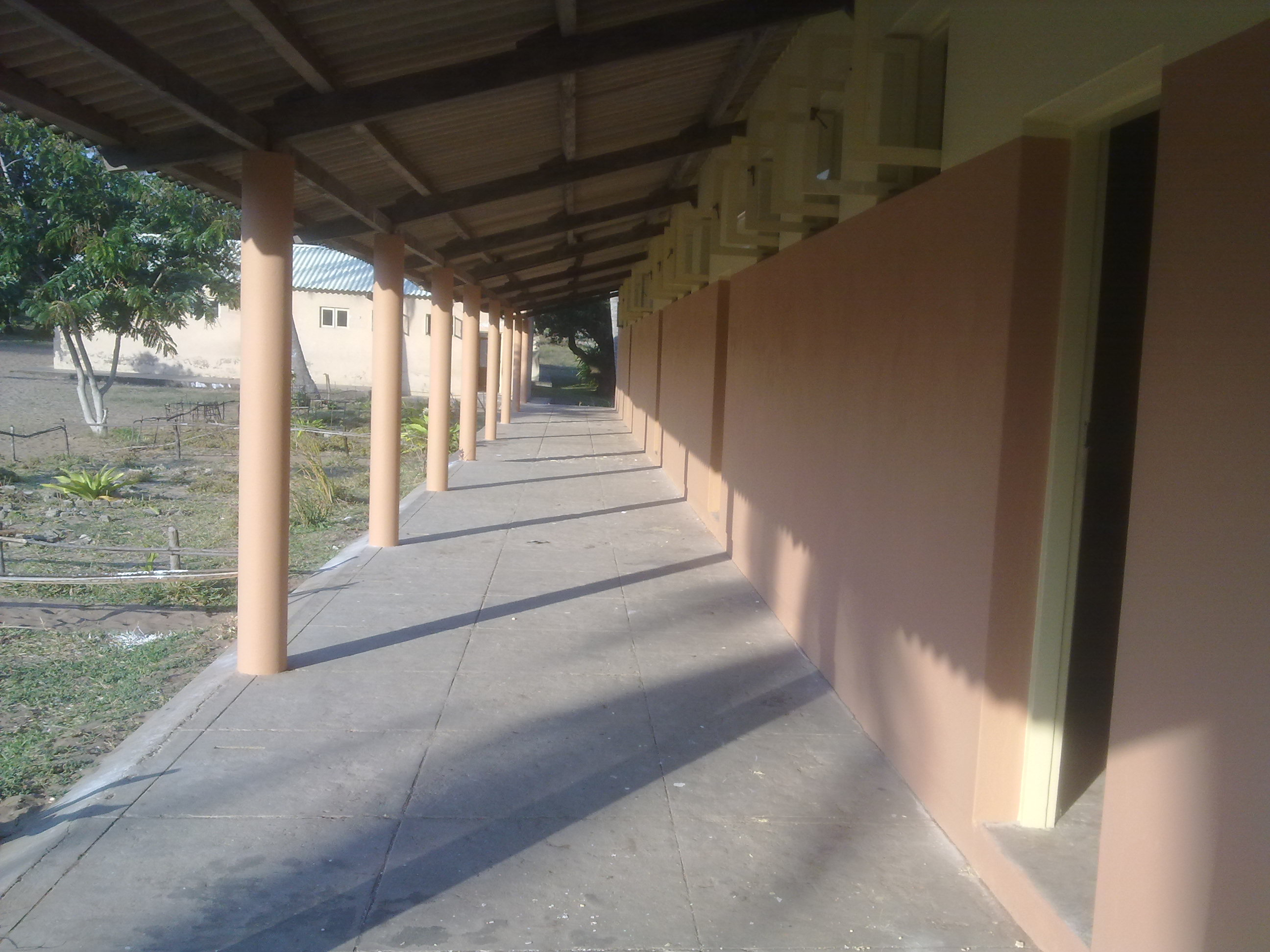
Schule
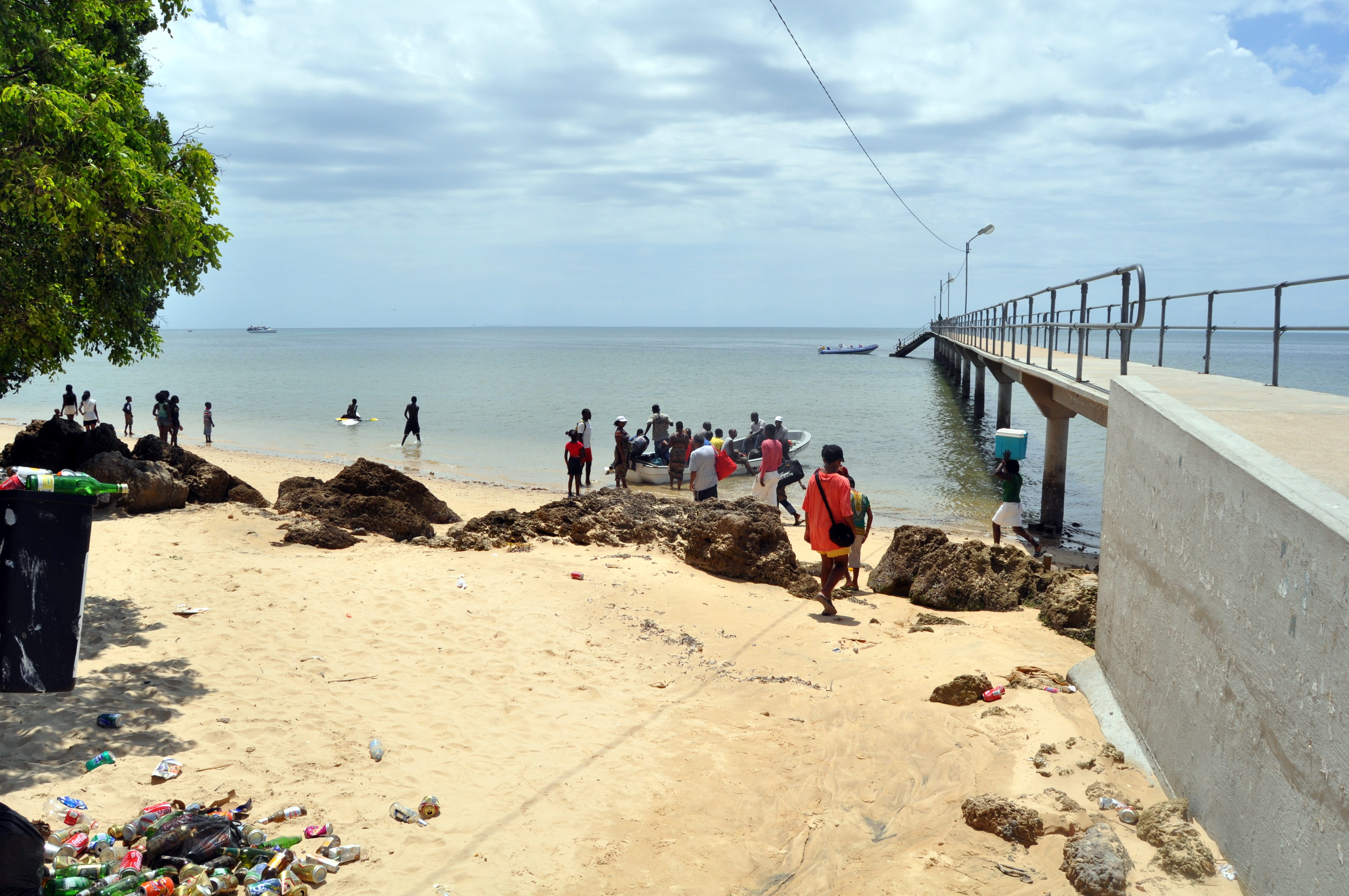
Brücke
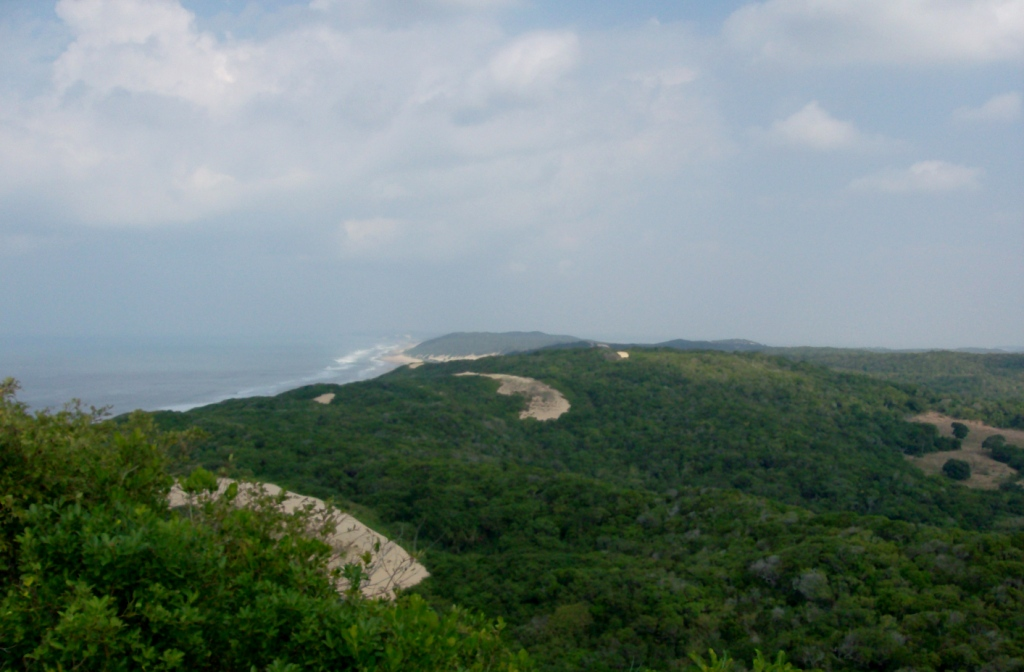
Monte Inhaca
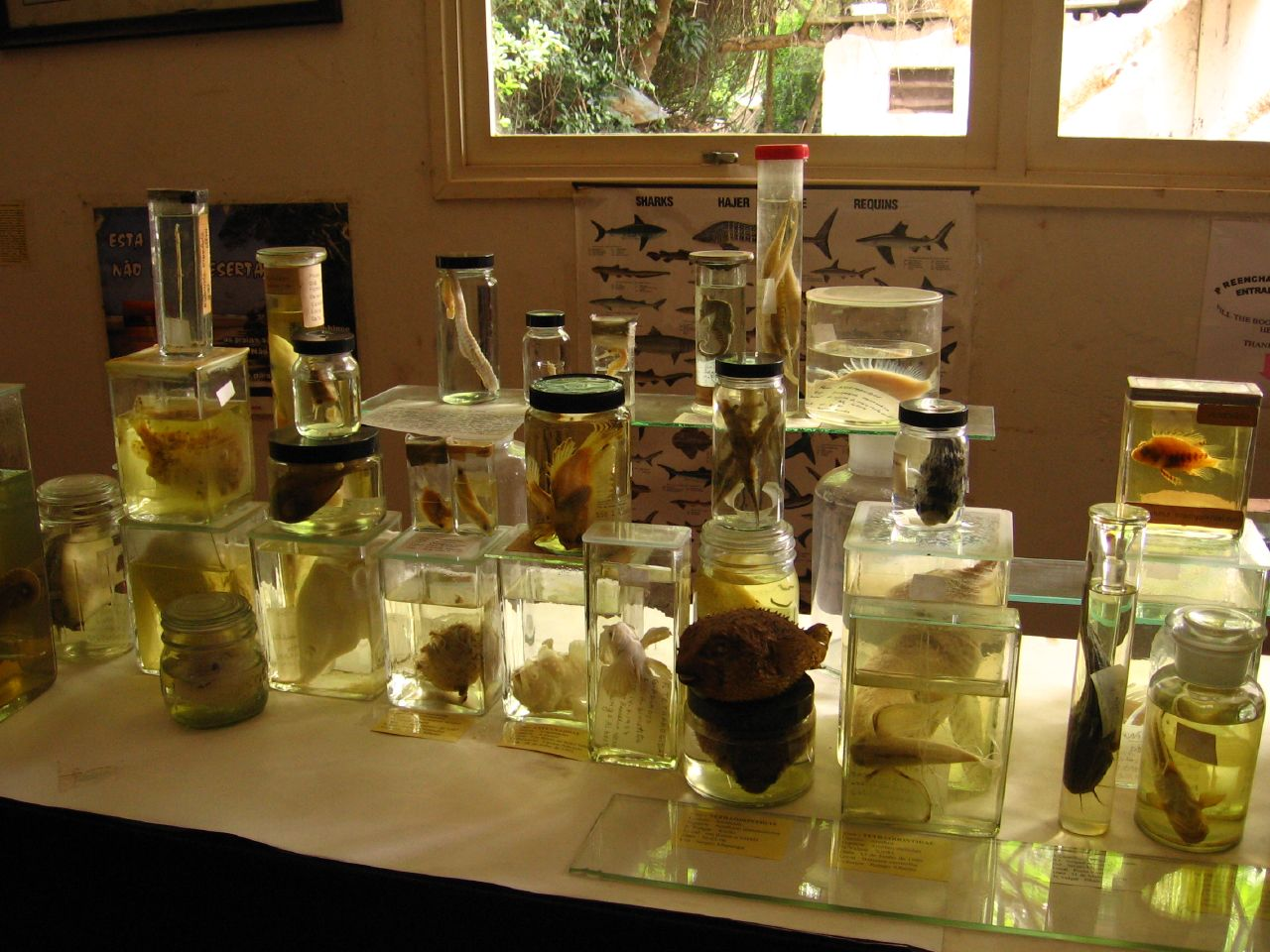
Ausstellung der meeresbiologischen Station

## Söhne und Töchter der Insel
- Mário Coluna (1935–2014), Fußballspieler
- Simão Mate Junior (* 1988), Fußballspieler

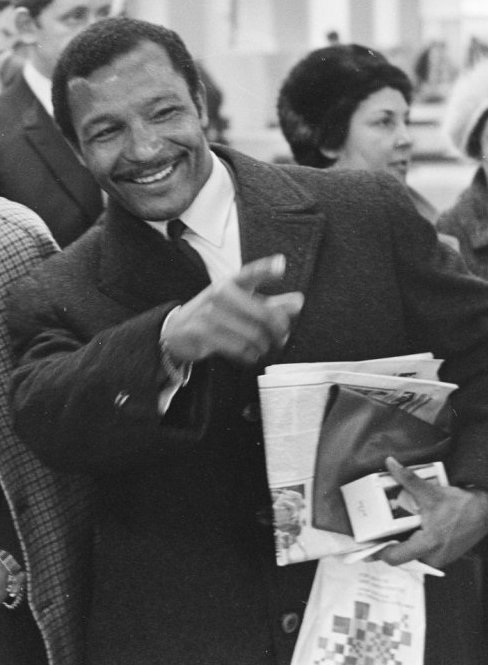
Mário Coluna (1969)
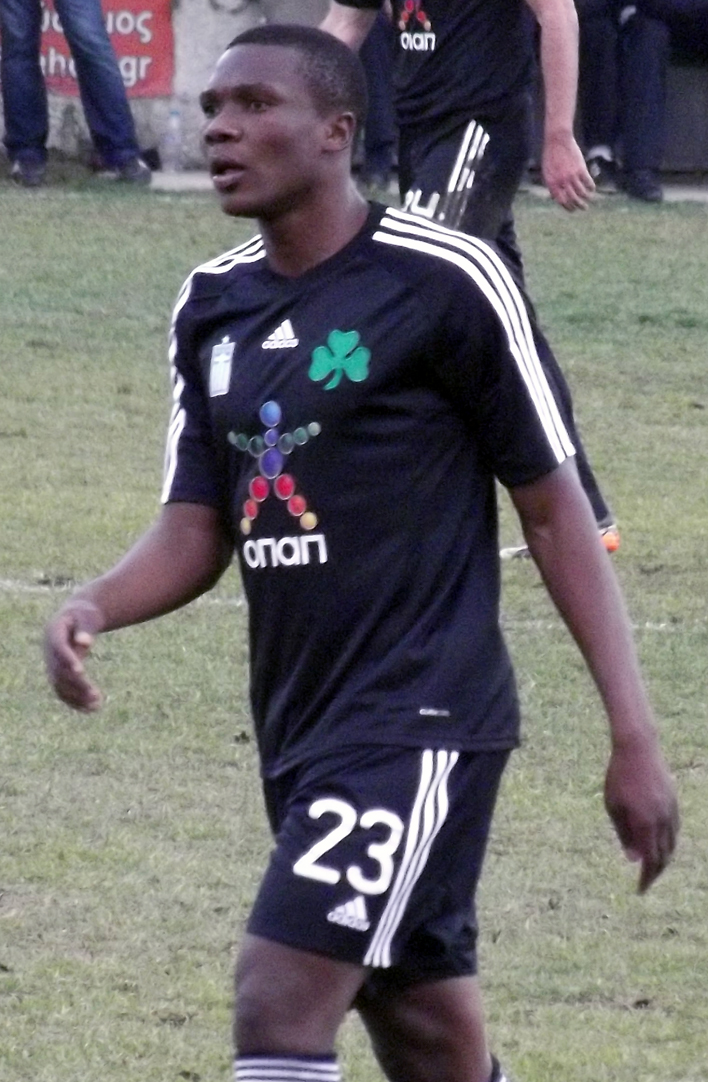
Simão Mate Junior im Trikot von Panathinaikos Athen (2011)